# Kinin
Kinin je lijek koji se dobiva od kore drveta cinchona (kininovca); sredstvo protiv vrućice, lijek je protiv malarije. Ometa razmnožavanje nametnika malarije.
Lokalno stanovništvo u području gdje stablo uspijeva, njegovu je koru nazivalo quina quina, što znači "kora nad korama", odakle mu i ime.Pripada skupini alkaloida odnosno organskih spojeva s dušikom.